# Sergentomyia bandjara
Sergentomyia bandjara är en tvåvingeart som beskrevs av Lewis 1987. Sergentomyia bandjara ingår i släktet Sergentomyia och familjen fjärilsmyggor. Inga underarter finns listade i Catalogue of Life.
Artens utbredningsområde är Indonesien.